# 蒂鲍
蒂鲍是巴西北大河州的一个市镇。总面积162.402平方公里，总人口4067人，人口密度25人/平方公里。